# ジェフ・カプラン
ジェフ・ジョージ・カプアン（Jeffrey George Kaplan, 1985年7月9日 - ）はアメリカ合衆国カリフォルニア州デイナポイント出身のプロ野球選手(投手)。右投右打。

## 経歴
2012年に、第3回WBC予選のイスラエル代表に選出された。
2013年は、独立リーグであるカナディアン・アメリカン・リーグのケベック・キャピタルズと契約を結んだ。